# Краљић
Краљић (лат. Regulus regulus) је птица станарица из реда птица певачица која насељава четинарске и мешовите шуме.

## Опис
Најмања је птица Eвропе дужине тела од 8,5 do 9,5cm. Леђа су обојена светло зелено док је стомак прљаво беле боје. На крилу се примећује бела штрафта. Лице је сиве боје са великим црним оком које подсећа на зрно бибера, а на темену се налази жута штрафта која је обрубљена црним пругама са обе стране. Због кратког врата и сразмерно велике главе птица делује збијено и округло. Код мужјака се назире и наранџаста боја у пруги на темену док је код женки присутна искључиво жута боја, а код младих птица глава је хомогено сиво обојена. Креће се врло брзим и одсечним покретима и не задржава се дуго на једном месту. Оглашавање је најчешће зов: танко, високо, пискаво „зри-зри-зри”. Узбуна је оштро, високо и равно „ции”. Пев је циклично понављање високих, ритмичких „питиитилиу”, који завршавају малим ћурликом налик краткокљуном пузићу, „зизисузриио”. Често га старије особе слабо чују због високе фреквенције звука који производи.

## Распрострањење и станиште
Распрострањен је у централној и северној Европи, деловима Балканског, Пиринејског и Апенинског полуострва, У деловима Мале Азије и јужним деловима Хималаја, на Кавказу и у деловима умереније, централне и источне Азије. Северне популације се по зими повлаче према југу. Гнезди се у четинарским и мешовитим шумама са смрчом, бором и јелом од равничарских предела до високих планина.

## Биологија
Гнезди се моногамо. Mужјаци у сезони парења привлаче женке певањем и на тај начин обележавају територију. Сезона гнежђења почиње крајем марта током које оба родитеља учествују у изградњи гнезда. Гнездо је у облику округле шоље, изграђено од маховине, гранчица, лишајева, перја, длака и подељено је у три слоја. Полаже 9-11 јаја. Најчешће женка седи на јајима, а мужјак је храни. Често се гнезде два пута годишње стим да мужјак прави гнездо већ кад се млади излегу, тако да кад млади довољно порасту женка прелази у друго гнездо да инкубира јаја, а мужјак храни младе који су још у претходном гнезду док не излете. Након излетања младих потпуно се посвећује женки. Краљићи су инсективори и хране се ситним зглавкарима са меком кутикулом и луткама и јајима инсеката и паукова. Врло често хватају и летеће инсекте у лету.

## Краљић у Србији
Распрострањење је готово искључиво у планинским четинарским и мешовитим шумама. Током гнежђења се ретко виђа на нижим надморским висинама по културама четинара. Главна гнездилишта се налазе у Југозападној Србији, где је присутно више од 35% националне популације. На Тари је једна од најчешћих шумских гнездарица. Бројно се гнезди на Старој планини, Проклетијама и Шар-планини. Процењује се да је популација у у последње три деценије у малом порасту, пре свега због подизања нових култура четинара. Популација у Србији се процењује да броји између 18.300 и 22.500 гнездећих парова.